# Autographa californica
Autographa californica là một loài bướm đêm trong họ Noctuidae.

## Hình ảnh

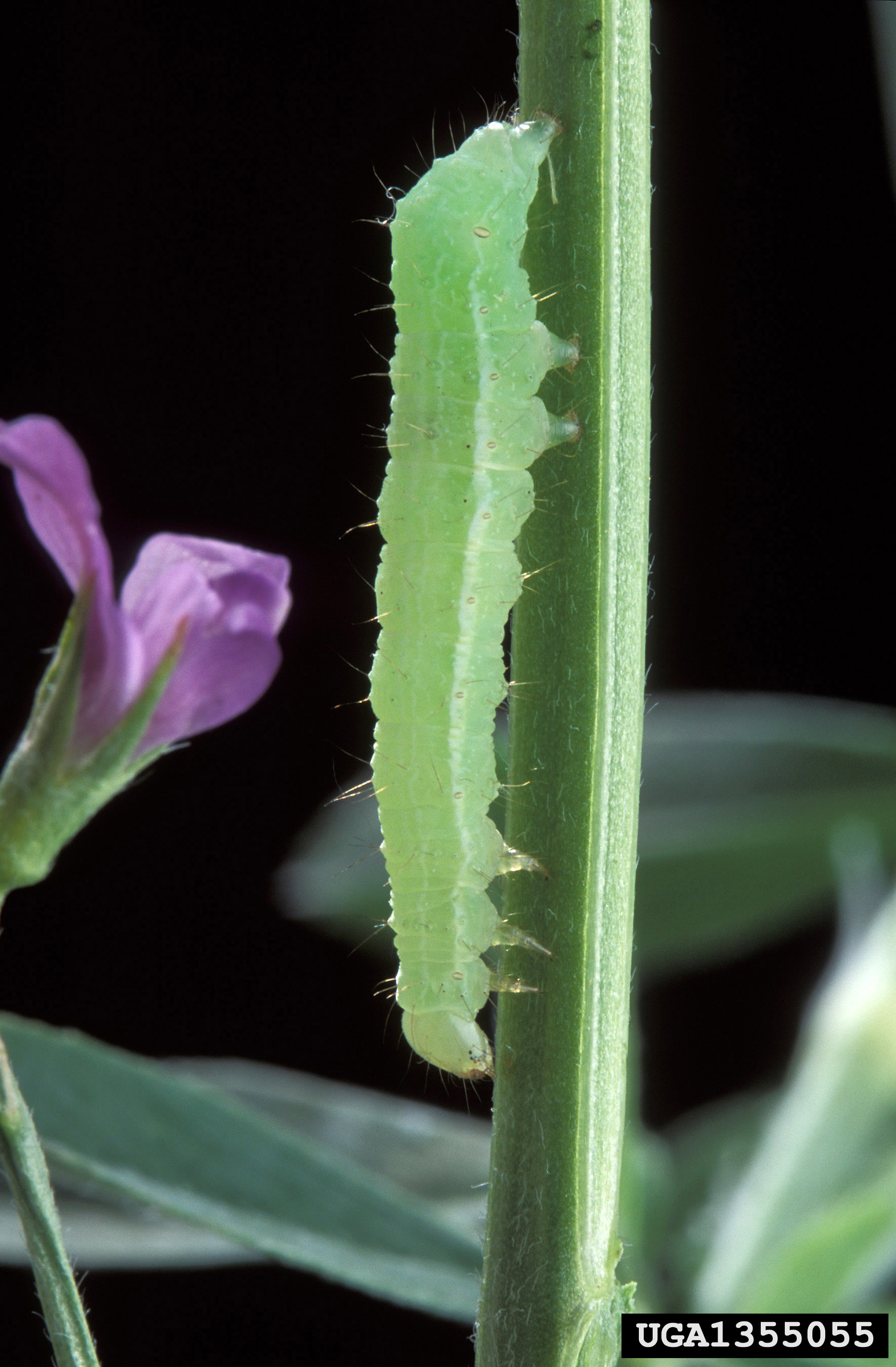